# Rio Boţii
O Rio Boţii é um rio da Romênia afluente do Rio Iada, localizado no distrito de Bihor.